# Église Saint-Jean-Baptiste d'Hornaing
Pour les articles homonymes, voir Église Saint-Jean-Baptiste.
L'église Saint-Jean-Baptiste est une église catholique située à Hornaing, en France.

## Localisation
L'église est située dans le département français du Nord, sur la commune d'Hornaing.